# Westerboomgat
Het Westerboomgat was een geul tussen de Nederlandse Waddeneilanden Vlieland (toen Vlie Land) en Terschelling (toen aangeduid als Schelling). Voor de noordwestkust van dat laatste eiland ontstond een zandbank, die zich later zou ontwikkelen tot het eiland Noordsvaarder. Tussen Noordsvaarder en het "vasteland" van Terschelling stroomde het Westerboomgat. De zandplaat bewoog zich echter steeds meer richting het eiland. In 1803 werd nog melding gemaakt van een doorvaartmogelijkheid ("un canal qui conduit au Zuyder-Zee") maar in 1866 zat Noordsvaarder vast aan Terschelling en was de doorvaart dus niet meer mogelijk. De Franse gids maakt tevens melding van dat schippers goed op de Brandaris moesten letten. De geul lag toen pal ten westen van deze vuurtoren.
De naam is afgeleid van Boomgat.